# Umweltministerium
Ein Umweltministerium ist ein Ministerium, das sich mit der Umweltpolitik eines Staates beschäftigt. Eng mit seiner Agenda verbunden sind jene eines Landwirtschaftsministeriums oder auch Planungsministeriums für ländliche Entwicklung und Ähnliches. Neuere Formen sind die Verknüpfung mit einem Wirtschaftsministerium zu einem Ministerium für Nachhaltigkeit oder mit einem Energieministerium mit Fokus auf alternative Energien als Klimaministerium bzw. Klimaschutzministerium.

## Liste
| Land                | Name | Abk.              | Ressorts und Anmerkung |
| ------------------- | --- | ----------------- | --- |
| Australien          | Department of Sustainability, Environment, Water, Population and Communities | DSEWPaC           | Nachhaltigkeit, Umwelt, Wasser, Bevölkerung und Gemeinschaftswesen, Australian Antarctic Division                                                   |
| Belgien             | Service Public Fédéral Santé publique, Sécurité de la Chaîne alimentaire et Environnement / Federale Overheidsdienst Volksgezondheid, Veiligheid van de Voedselketen en Leefmilieu | SPF SSCE/FOD VVVL | deutsch Föderaler Öffentlicher Dienst Volksgesundheit, Sicherheit der Nahrungsmittelkette und Umwelt                                                |
| Chile               | Ministerio del Medio Ambiente |                   | Umwelt, Gastgeberland COP 25 |
| Volksrepublik China | 中华人民共和国环境保护部 | MEP               | Umweltschutz, englisch Ministry of Environmental Protection of the People’s Republic of China, früher Staatliche Umweltschutzverwaltung SEPA        |
| Dänemark            | Miljøministeriet |                   | Umweltministerium |
| Deutschland         | Bundesministerium für Umwelt, Naturschutz und nukleare Sicherheit |                   | Siehe auch : Liste der amtierenden deutschen Landesumweltminister                                                                                   |
| Frankreich          | Ministère de la Transition écologique et solidaire |                   | |
| Gambia              | Ministerium für Forstwirtschaft und Umwelt (Gambia) | DoSFE             | Forstwirtschaft und Umwelt |
| Island              | Umhverfis- og auðlindaráðuneytið |                   | Umwelt und natürliche Ressourcen. Drei Ressorts: Land und Naturerbe; Ozeane, Wasser und Klima; Umwelt- und Raumplanung.                             |
| Italien             | Ministero per la transizione ecologica |                   | |
| Niederlande         | Ministerie van Infrastructuur en Waterstaat |                   | Infrastruktur und Umwelt, vorher Ministerie van Volkshuisvesting, Ruimtelijke Ordening en Milieubeheer, Wohnungswesen, Raumordnung und Umwelt       |
| Japan               | 環境省 Kankyō-shō |                   | Umwelt |
| Kanada              | Environment and Climate Change Canada/Environnement et du Changement climatique Canada | ECCC              | Umwelt- und Klimapolitik |
| Liechtenstein       | Ministerium für Inneres, Wirtschaft und Umwelt |                   | |
| Malaysia            | Kementerian Sumber Asli dan Alam Sekitar | NRE               | Mineralogie und Geowissenschaften, Biodiversität und Forsten, Boden, Vermessung und Kartierung, Wasserwirtschaft, Umweltmanagement und Klimapolitik |
| Mexiko              | Secretaría de Medio Ambiente y Recursos Naturales | SEMARNAT          | Umweltplanung, Umweltschutz-Management, Umweltförderung                                                                                             |
| Namibia             | Ministry of Environment and Tourism | MET               | Umwelt und Tourismus |
| Neuseeland          | Ministry for the Environment |                   | Umwelt |
| Norwegen            | Klima- og miljødepartementet | KLD               | Klima und Umwelt |
| Österreich          | Bundesministerium für Klimaschutz, Umwelt, Energie, Mobilität, Innovation und Technologie | BMK               | |
| Peru                | Ministerio del Ambiente del Perú | MINAM             | staatliche Naturschutz-Agentur Servicio Nacional de Areas Naturales Protegidas por el Estado                                                        |
| Ruanda              | Ministry of Environment |                   | Natur- und Umweltschutz, Wetter- und Klimainformation sowie Landmanagement                                                                          |
| Rumänien            | Ministerul Mediului și Pădurilor | MMP               | Umwelt und Forstwirtschaft, englisch Romanian Ministry of Environment and Forests                                                                   |
| Schweiz             | [[Eidgenössisches Departement für Umwelt, Verkehr, Energie und Kommunikation\|Eidgenössisches Departement für Umwelt, Verkehr, Energie und Kommunikation / Département fédéral de l’environnement, des transports, de l’énergie et de la communication / Dipartimento federale dell’ambiente, dei trasporti, dell’energia e delle comunicazioni]] |                   | |
| Serbien             | Ministarstvo životne sredine i prostornog planiranja, Министарства животне средине и просторног планирања | EKOPLAN           | Umwelt und Raumplanung; englisch Ministry of Environment and Spatial Planning                                                                       |
| Sierra Leone        | Ministry of Lands, Country Planning and the Environment |                   | Landschaftsplanung und Umwelt |
| Slowenien           | Ministrstvo za okolje in prostor | MOP               | Umwelt- und Raumplanung; englisch Ministry of the Environment and Spatial Planning                                                                  |
| Türkei              | Ministerium für Umwelt und Städtebau (Türkei) | ÇŞB               | |